# 한스 쿠이퍼스
한스 쿠이퍼스(Hans Kuypers 또는 Henricus Gerardus Jacobus Maria Kuypers 1925년 9월 – 1989년 9월 26일) FRS는 일반적으로 한스 쿠이퍼스(Hans Kuypers)로 더 널리 알려진 네덜란드의 신경 과학자이다. 네덜란드 로테르담에서 태어나 라이덴 대학교에서 의학을 전공하고 박사 학위를 받았다.
그는 그로닝겐(Groningen)에서 신경과 전문의로 훈련을 받았으며 미국 메릴랜드 의과 대학(University of Maryland School of Medicine)의 해부학과 조교수로 볼티모어로 이사하기 위해 이를 중단했다. 이후 오하이오주 클리블랜드에 있는 케이스 웨스턴 리저브 대학교(Western Reserve University)로 전임 교수로 옮겼다.
1966년 로테르담에 있는 에라스무스 대학교에서 해부학의 기초 교수로 네덜란드로 돌아 왔으며, 1984년까지 영국 케임브리지 대학교에서 해부학 교수로 임명되었을 때까지 근무했다.

## 신경과학
그는 다년간 특히  생의 대부분을 대뇌피질과 말초신경에 이르는 과정에서의 주요한 뇌간(Brain Stem)에서의 신경핵의 분포와 기능에 대해서 깊이 있는 연구업적을 이룬것으로 알려져있다.

## 같이 보기
- 칼 래슐리